# Arend Odé
Arend Willem Maurits (Arend) Odé (Kethel, 26 augustus 1865 - Zuidlaren, 2 juli 1955) was een Nederlandse beeldhouwer en hoogleraar.

## Leven en werk
Arend Odé, zoon van Jan Odé uitgever te Schiedam en Anna Jacoba Kouwenhoven, is tweemaal gehuwd geweest. Hij trouwde in 1900 met Anna Elisabeth Gunning, lid van de familie Gunning en dochter van Willem Marius Gunning en Eva Anna Ramaer. Zijn tweede huwelijk werd in 1930 in Hamburg gesloten met Friederike Ida Erika Bode. Uit het eerste huwelijk werden drie kinderen geboren.
Odé studeerde aan de Academie van Beeldende Kunsten Rotterdam en Den Haag en de Académie des Beaux-Arts in Brussel. Hij woonde en werkte tot 1889 in Schiedam, tussen 1889 en 1900 in Den Haag, van 1900-1934 in Delft, van 1934-1952 in De Bilt en van 1952-1954 in Groningen en Zuidlaren. Hij was korte tijd leraar aan de Academie in Den Haag en werd in 1905 hoogleraar boetseren en beeldhouwkunst aan de Technische Hogeschool Delft. Hij had hier een eigen atelier waarin diverse Nederlandse beeldhouwers hun opleiding kregen. In 1935 werd hij in die functie opgevolgd door Oswald Wenckebach. Tot zijn leerlingen behoorden onder andere Henk Etienne en Manna de Wijs-Mouton. Odé was lid van de verenigingen Arti et Amicitiae en Pulchri Studio en van de Nederlandse Kring van Beeldhouwers en exposeerde in Rotterdam (1888), Arnhem (1890, 1897) en Den Haag (1890, 1893). Hij was lid en vicevoorzitter van de Rijkscommissie voor de Monumentenzorg vanaf 1918. Hij maakte vooral beelden van mensen, portretten en reliëfs voor monumenten en gedenkplaten. Hij werd bekend door zijn beelddecoratie voor de voorgevel van het Vredespaleis in Den Haag en het stadhuis van Rotterdam.
Odé was ridder in de Orde van de Nederlandse Leeuw en officier in de Orde van Oranje-Nassau.

## Werken (selectie)

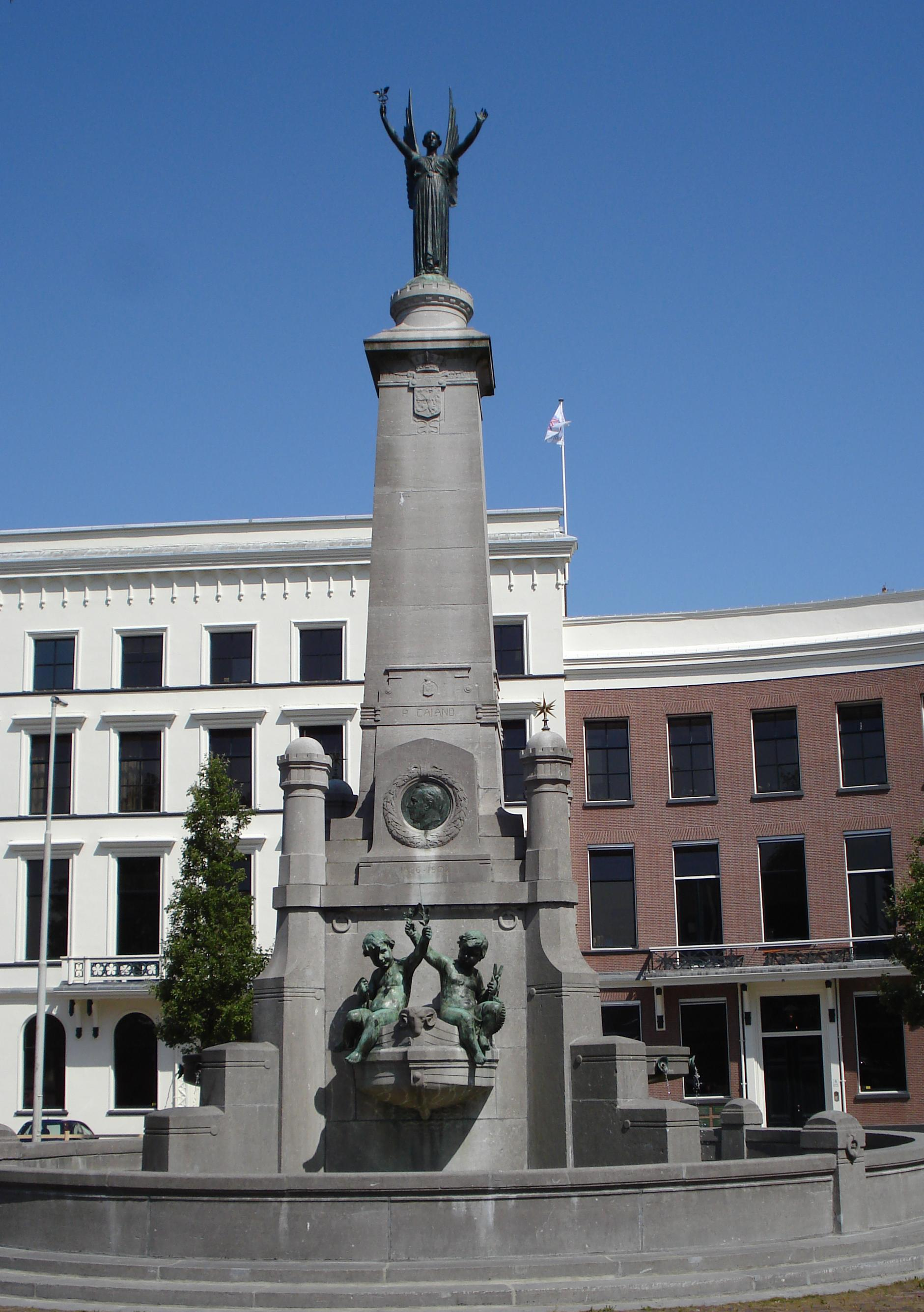
Calandmonument

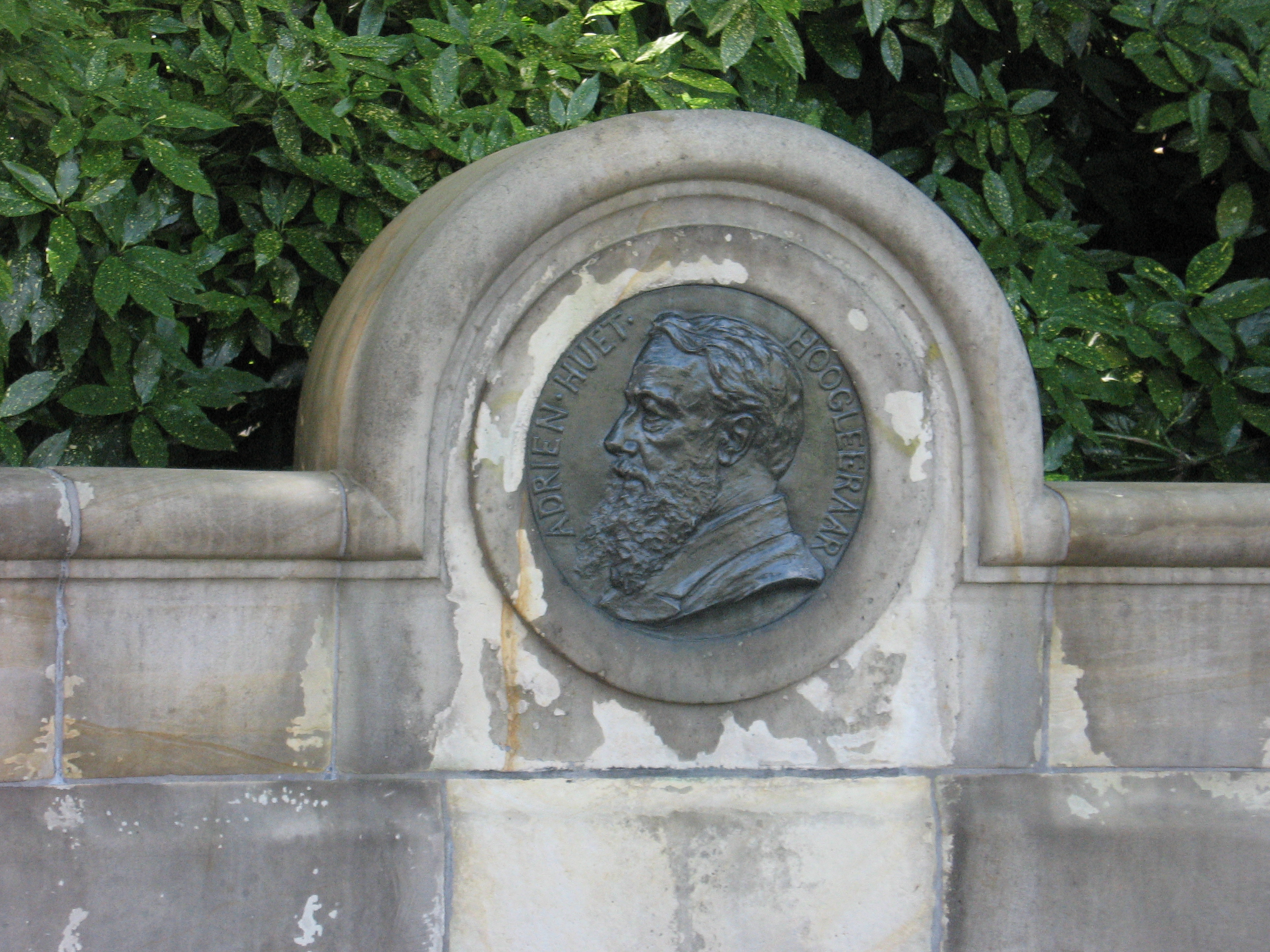
Medaillonportret Adrien Huet

Enkele van zijn sculpturen in de openbare ruimte zijn:
- tussen 1880 en 1912 - Willem Marius Gunning, hoogleraar oogheelkunde Amsterdam
- 1897 - Gedenkmonument Constantijn Huygens, brons, Scheveningseweg/Ary van der Spuyweg, Den Haag
- 1901 - medaillonportret Adrien Huet, brons, in bank door A. le Comte, Kalverbos, Delft
- 1905 - obelisk ter nagedachtenis aan regentes Emma (regentessemonument), Weimarstraat/Regentesselaan, Den Haag (onthulling 23 september 1905)
- 1907 - beelden in het Calandmonument voor Pieter Caland, brons, monument naar ontwerp van Henri Evers, Coolsingel (1907-1939), Veerkade (1939-heden), Rotterdam
- 1909 - medaillonportret P.A. de Génestet, brons, boven ingang De Génestetkerk, Delft
- 1918 - beeld Lodewijk Thomson, brons, voltooid na overlijden beeldhouwer Charles van Wijk, Thomsonplein, Den Haag (onthulling 14 september 1918)
- 1920 - beeld Johan van Oldenbarnevelt, brons, naar een ontwerp van Charles van Wijk, Coolsingel, stadhuis van Rotterdam (onthulling 9 december 1920)
- borstbeeld J.P. Hofstede, hoofddirecteur posterijen, marmer, Museum voor Communicatie, Den Haag